# Смирнов, Борис Леонидович
Борис Леонидович Смирнов (15 декабря 1891, Козляничи, Черниговская губерния, Российская империя — 2 мая 1967, Ашхабад, СССР) — советский врач и санскритолог. Академик Академии наук Туркменской ССР. Переводчик философских текстов «Махабхараты», перевёл около 23000 шлок-двустиший (всего в поэме 75000 шлок).

## Биография
Отец — Леонид Васильевич Смирнов (1856—1917), земской врач. Мать — София Митрофановна (1867—1937), в девичестве Демидовская.
В 1907 году переехал с семьей в Санкт-Петербург, окончил Военно-медицинскую академию в Санкт-Петербурге (1914 г.).
Во время Первой мировой войны мобилизован в действующую армию. Служил в медицинской части при 499-м Ольвеопольском полку 125-й пехотной дивизии, при этом находился на территории Польши и в это время имел возможность изучать польский язык и идиш. В 1918 году вернулся в родное село Козляничи Черниговской губернии, работал врачом на разных должностях. С 1922 года — ассистент кафедры невропатологии Киевского медицинского института, с 1927 — приват-доцент. Читал в Киеве публичные лекции на тему «непосредственной передачи мысли» с демонстрацией опытов.
В 1920 году вступил в оккультный орден «Гисбар». Вместе с другим его участниками был арестован ОГПУ. После распада «Гисбара», основал в 1922 году оккультный орден «Гармахис». Как участник «религиозно-философского кружка» в 1927 году был арестован и в январе 1928 выслан на три года в Йошкар-Олу.
После ссылки получил запрет на проживание в Москве, УССР (поэтому не мог вернуться в Киев), и ряде крупных городов СССР.
С 1935 года поселился в Ашхабаде, где работал в Туркменском институте неврологии и физиотерапии, откуда уволен в 1937 году. Защитил в Ленинграде две диссертации по медицине: в 1938 году — кандидатскую («Крайние типы изменчивости поверхностных вен спинного мозга и состояние их при некоторых общих инфекциях») и в 1939-м — докторскую («Возрастные особенности вен спинного мозга и состояние их при некоторых патологических условиях»). С 1939 года - профессор кафедры нервных болезней Туркменского государственного медицинского института.
В период Великой Отечественной войны Борис Леонидович совмещал свою основную работу на кафедре с исполнением обязанностей члена Госпитального совета при Управлении госпиталей Наркомздрава Туркменской ССР, работает консультантом-нейрохирургом в эвакогоспиталях (№ 1273, 1276, 1788), в Больнице восстановительной хирургии и в отделении нейрохирургии Института неврологии и физиотерапии, оказывая активную нейрохирургическую помощь раненым воинам Советской Армии.
Опубликовал 74 печатные работы по медицине. Создал свою научную школу. Заслуженный деятель науки Туркменской ССР (1943), награждён орденом «Знак Почёта» (1950), орденом Ленина (1961), медалью «За доблестный труд в Великой Отечественной войне 1941—1945 гг.».
Во время ашхабадского землетрясения его спасли книжные стеллажи, которые удержали рухнувшую крышу. Когда его и жену откопали, Смирнов отправился на площадь, где начал помогать раненым. В экстремальных условиях непрерывно проводил операции.
С 1951 года — действительный член (академик) Академии наук Туркменской ССР. С 1956 года — на пенсии, тяжело болел (порок сердца) и был  вынужден максимально ограничить подвижность.
В последние годы жизни Б. Л. Смирнов полностью сосредоточился на завершении своих переводов древнеиндийского эпоса «Махабхарата», вёл обширную переписку.
Скончался 2 мая 1967 года. Похоронен на Ватутинском кладбище Ашхабада.

## Переводы «Махабхараты»
Смирнов владел множеством языков (французским, немецким, древнегреческим, латинским, польским, туркменским, древнееврейским, английским, итальянским, испанским). О начале изучения им санскрита в источниках есть несколько легендарных рассказов. Согласно ещё одной версии, он случайно купил словарь в революционном Киеве и читал его, в ожидании поезда на переполненном вокзале. «Нужный поезд пришёл через три дня. К тому времени Борис Леонидович выучил первую сотню слов санскрита».
Переводы с санскрита выполнены «свободным стихом», с сохранением разбиения на строки. За 25 лет Смирнов сделал 17 вариантов перевода «Бхагавадгиты», добиваясь высочайшей точности (опубликованы два перевода: «литературный» и «буквальный», с подробнейшими комментариями). В 1956 года ушёл на пенсию, болел сердечной недостаточностью. После того он полностью посвятил себя работе над переводом «Махабхараты». Перевёл большую часть книг, уже будучи тяжело больным и прикованным к постели. В примечаниях неоднократно сопоставляет познания времён «Махабхараты» с современной ему психологической наукой и диалектической философией. Переводы «Махабхараты», сделанные Борисом Смирновым, выходили в Туркменской ССР, в ашхабадском издательстве «Ылым» с 1956 по 1983 гг.
Переводы вызвали многочисленные положительные отзывы индологов в России и Индии, а также интерес у широкой публики, Смирнову пачками приходили письма читателей.
Индолог В. С. Семенцов оценивает перевод «Бхагавадгиты» так:

 Всё это сделано с необычайной любовью и чувством ответственности и производит, особенно на неспециалиста, весьма внушительное впечатление. К тому же Б. Л. Смирнов самым тщательным образом проработал практически все главные переводы Гиты … К сожалению, филологические принципы работы Б. Л. Смирнова в настоящее время следует признать несколько устаревшими, а его технику комментирования (в особенности же его знание средневековой комментаторской традиции) — не вполне адекватной 
.
Смирнов — приёмный отец врача Ю. М. Волобуева, сына М. Волобуева, близкого друга Смирнова и члена ордена «Гармахис», созданного Смирновым в Киеве в 1922 году.
Философ Д. Б. Зильберман (1938—1977 гг.) работал в 1962—1964 годах метеорологом на аэродроме; он встречался со Смирновым и называл его впоследствии своим учителем.
Как высказывался С. Д. Серебряный про Б. Смирнова: "Он не был ни индологом, ни даже филологом по образованию, жил и работал (врачом) в Ашхабаде, вдалеке от «столиц» гуманитарной науки, и был «аутсайдером». Жизнь и деятельность этого выдающегося человека заслуживают не только восхищения, но и детального исследования. Однако его переводы и комментарии к ним имели не столько научное, сколько просветительское значение".

## Основные публикации
- Библиографию «Махабхараты» см. здесь.
- Санкхья и йога. Очерк развития вишнуизма по текстам «Махабхараты». // Махабхарата. VII. Ч.2. О Бхишме. Побоище палицами. Аш., 1981. С.77-242.
- Анатомия вен спинного мозга и различное их состояние в зависимости от изменения общего кровообращения. Ашхабад, 1953. 224 стр.

## О Смирнове
- Краткая биография и библиография
- Статья А. И. Венчикова
- Статья Георгия Меликова
- Статья Владимира Зарембо (содержит ряд фактических ошибок)
- Сочинения Смирнова
- Русский певец Бхагавадгиты
- Изречения, мысли и высказывания Б. Л. Смирнова
- Кондаков Е. Н., Пирская Т. Н. Нейрохирурги Б. Л. Смирнов и Ю. М. Волобуев: сопричастность древнеиндийскому эпосу // Нейрохирургия, 2012. № 4. С. 3-7.